# Palawani füleskuvik
A palawani füleskuvik (Otus fuliginosus) a madarak (Aves) osztályának a bagolyalakúak (Strigiformes) rendjéhez, ezen belül a bagolyfélék (Strigidae) családjához tartozó faj.

## Rendszerezése
A fajt Richard Bowdler Sharpe angol zoológus és ornitológus írta le 11888-ban, a Scops nembe Scops fuliginosa néven.

## Előfordulása
A Fülöp-szigetekhez tartozó Palawan területén honos. Természetes élőhelyei a szubtrópusi és trópusi síkvidéki esőerdők, valamint legelők és ültetvények. Állandó, nem vonuló faj.

## Megjelenése
Testhossza 20 centiméter.

## Természetvédelmi helyzete
Az elterjedési területe nem nagy és az erdőirtás miatt csökken, egyedszáma 10000-19999 példány közötti és szintén csökken. A Természetvédelmi Világszövetség Vörös listáján mérsékelten fenyegetett fajként szerepel.

## További információ
- Képek az interneten a fajról
- Xeno-canto.org - a faj hangja és elterjedési területe